# Marineland du Canada
Pour les articles homonymes, voir Marineland.
Le Marineland du Canada est un parc de loisirs situé à Niagara Falls en Ontario, au Canada. Le site, connu pour sa proximité avec les chutes du Niagara et d'autres parcs naturels, est composé d'un parc d'attractions, d'un parc zoologique et d'un oceanarium. 

## Installations et faune présentée
Jusqu'à douze orques ont été présentées au Marineland du Canada. Aujourd'hui, il n'en reste plus aucune. Kiska, la dernière orque, aussi appelé l’orque la plus seule au monde est décédée en mars 2023. Elle aura été la dernière orque captive au Canada.
Les autres sont décédées : Kandu 2, Kandy, Nootka, Junior, Kandu 7, Neocia / Baby October, Malik/E-Day, Nova, Hudson, Algonquin, Athena.

## Attractions
Le parc possède deux parcours de montagnes russes : 
- Dragon Mountain : montagnes russes en métal d'Arrow de 1983.
- Lady Bug : montagnes russes junior de Zierer de 1979.(anciennement appelé Tivoli Coaster)

Parmi les autres attractions, on trouve : 
- Sky Hawk : Condor
- Wave Swinger : chaises volantes
- Tivoli Wheel : grande roue
- Magic Experience : Magic
- Kandu's Twister : tasses
- Space Avenger : manège
- Boat Carousel : manège
- Flying Dragon : tapis volant
- Sky Screamer : tour de chute de 2004
- Topple Tower ride : Topple Tower de 2007
- Viking Adventure : Kontiki de 2006
- Orca Screamer : tour de chute junior de 2005
- Bumble Bee : manège pour enfants de 2005